# Canton du Diois
Le canton du Diois est une circonscription électorale française du département de la Drôme créé par le décret du 20 février 2014 et entrée en vigueur lors des élections départementales de 2015.

## Histoire
Un nouveau découpage territorial de la Drôme entre en vigueur à l'occasion des élections départementales de mars 2015, défini par le décret du 20 février 2014, en application des lois du 17 mai 2013 (loi organique 2013-402 et loi 2013-403). Les conseillers départementaux sont, à compter de ces élections, élus au scrutin majoritaire binominal mixte. Les électeurs de chaque canton élisent au Conseil départemental, nouvelle appellation du Conseil général, deux membres de sexe différent, qui se présentent en binôme de candidats. Les conseillers départementaux sont élus pour 6 ans au scrutin binominal majoritaire à deux tours, l'accès au second tour nécessitant 12,5 % des inscrits au 1er tour. En outre la totalité des conseillers départementaux est renouvelée. Ce nouveau mode de scrutin nécessite un redécoupage des cantons dont le nombre est divisé par deux avec arrondi à l'unité impaire supérieure si ce nombre n'est pas entier impair, assorti de conditions de seuils minimaux. Dans la Drôme, le nombre de cantons passe ainsi de 36 à 19.
Le canton du Diois est formé de communes des anciens cantons de Die (15 communes), de La Motte-Chalancon (13 communes), de Saillans (12 communes), de Luc-en-Diois (17 communes) et de Châtillon-en-Diois (7 communes). Le canton est entièrement inclus dans l'arrondissement de Die. Le bureau centralisateur est situé à Die.

## Représentation
| Période élective | Période élective | Mandat | Mandat   | Identité        | Nuance | Nuance | Qualité |
| ---------------- | ---------------- | ------ | -------- | --------------- | ------ | ------ | --- |
| 2015             | 2021             | 2015   | 2021     | Bernard Buis    |        | LREM   | Gestionnaire de collège Sénateur de la Drôme Ancien Conseiller général du canton de Luc-en-Diois Ancien maire de Lesches-en-Diois (1995-2018) |
| 2015             | 2021             | 2015   | 2021     | Martine Charmet |        | DVC    | Agricultrice Maire de Laval-d'Aix (1995-2008)                                                                                                 |
| 2021             | 2028             | 2021   | en cours | Bernard Buis    |        | LREM   | Conseiller sortant |
| 2021             | 2028             | 2021   | en cours | Martine Charmet |        | DVC    | Conseillère sortante |

### Résultats détaillés

#### Élections de mars 2015
À l'issue du 1er tour des élections départementales de 2015, deux binômes sont en ballotage : Bernard Buis et Martine Charmet (PS, 40,77 %) et Jacqueline Carrer et Philippe Leeuwenberg (DVG, 22,87 %). Le taux de participation est de 59,23 % (6 857 votants sur 11 577 inscrits) contre 53,14 % au niveau départementalet 50,17 % au niveau national.
Au second tour, Bernard Buis et Martine Charmet (PS) sont élus avec 66,8 % des suffrages exprimés et un taux de participation de 56,41 % (3 764 voix pour 6 531 votants et 11 577 inscrits).
Bernard Buis est proche de LREM. 
Bernard Buis et Martine Charmet sont membres du groupe LREM.

#### Élections de juin 2021
Le premier tour des élections départementales de 2021 est marqué par un très faible taux de participation (33,26 % au niveau national). Dans le canton du Diois, ce taux de participation est de 46,17 % (5 580 votants sur 12 086 inscrits) contre 34,1 % au niveau départemental. À l'issue de ce premier tour,  le binôme constitué de Bernard Buis et Martine Charmet (DVC , 59,13 %), est élu avec 59,13 % des suffrages exprimés.

## Composition
Lors du redécoupage de 2014, le canton du Diois comprenait soixante-quatre communes entières.
À la suite de la création des communes nouvelles de Solaure en Diois au 1er janvier 2016 et de Châtillon-en-Diois au 1er janvier 2019, le canton comprend désormais soixante-deux communes entières.
| Nom                         | Code Insee | Intercommunalité                      | Superficie (km2) | Population (dernière pop. légale) | Densité (hab./km2) | Modifier                                    |
| --------------------------- | ---------- | ------------------------------------- | ---------------- | --------------------------------- | ------------------ | ------------------------------------------- |
| Die (bureau centralisateur) | 26113      | CC du Diois                           | 57,28            | 4 796 (2022)                      | 84                 | modifier les données · modifier les données |
| Arnayon                     | 26012      | CC du Diois                           | 19,45            | 23 (2022)                         | 1,2                | modifier les données · modifier les données |
| Aubenasson                  | 26015      | CC du Crestois et du pays de Saillans | 6,69             | 76 (2022)                         | 11                 | modifier les données · modifier les données |
| Aucelon                     | 26017      | CC du Diois                           | 26,34            | 17 (2022)                         | 0,65               | modifier les données · modifier les données |
| Aurel                       | 26019      | CC du Crestois et du pays de Saillans | 26,26            | 262 (2022)                        | 10,0               | modifier les données · modifier les données |
| Barnave                     | 26025      | CC du Diois                           | 13,06            | 216 (2022)                        | 17                 | modifier les données · modifier les données |
| Barsac                      | 26027      | CC du Diois                           | 15,58            | 152 (2022)                        | 9,8                | modifier les données · modifier les données |
| La Bâtie-des-Fonds          | 26030      | CC du Diois                           | 12,12            | 4 (2022)                          | 0,33               | modifier les données · modifier les données |
| Beaumont-en-Diois           | 26036      | CC du Diois                           | 17,65            | 102 (2022)                        | 5,8                | modifier les données · modifier les données |
| Beaurières                  | 26040      | CC du Diois                           | 24,58            | 78 (2022)                         | 3,2                | modifier les données · modifier les données |
| Bellegarde-en-Diois         | 26047      | CC du Diois                           | 26,04            | 94 (2022)                         | 3,6                | modifier les données · modifier les données |
| Boulc                       | 26055      | CC du Diois                           | 57,35            | 162 (2022)                        | 2,8                | modifier les données · modifier les données |
| Brette                      | 26062      | CC du Diois                           | 15,50            | 31 (2022)                         | 2,0                | modifier les données · modifier les données |
| Chalancon                   | 26067      | CC du Diois                           | 36,00            | 59 (2022)                         | 1,6                | modifier les données · modifier les données |
| Chamaloc                    | 26069      | CC du Diois                           | 21,89            | 121 (2022)                        | 5,5                | modifier les données · modifier les données |
| Charens                     | 26076      | CC du Diois                           | 13,47            | 31 (2022)                         | 2,3                | modifier les données · modifier les données |
| Chastel-Arnaud              | 26080      | CC du Crestois et du pays de Saillans | 12,65            | 48 (2022)                         | 3,8                | modifier les données · modifier les données |
| Châtillon-en-Diois          | 26086      | CC du Diois                           | 110,06           | 659 (2022)                        | 6,0                | modifier les données · modifier les données |
| La Chaudière                | 26090      | CC du Crestois et du pays de Saillans | 12,17            | 31 (2022)                         | 2,5                | modifier les données · modifier les données |
| Espenel                     | 26122      | CC du Crestois et du pays de Saillans | 15,06            | 189 (2022)                        | 13                 | modifier les données · modifier les données |
| Establet                    | 26123      | CC du Diois                           | 12,58            | 25 (2022)                         | 2,0                | modifier les données · modifier les données |
| Eygluy-Escoulin             | 26128      | CC du Val de Drôme en Biovallée       | 26,53            | 60 (2022)                         | 2,3                | modifier les données · modifier les données |
| Glandage                    | 26142      | CC du Diois                           | 52,11            | 115 (2022)                        | 2,2                | modifier les données · modifier les données |
| Gumiane                     | 26147      | CC du Diois                           | 8,92             | 20 (2022)                         | 2,2                | modifier les données · modifier les données |
| Jonchères                   | 26152      | CC du Diois                           | 16,68            | 26 (2022)                         | 1,6                | modifier les données · modifier les données |
| Laval-d'Aix                 | 26159      | CC du Diois                           | 20,05            | 112 (2022)                        | 5,6                | modifier les données · modifier les données |
| Lesches-en-Diois            | 26164      | CC du Diois                           | 20,08            | 58 (2022)                         | 2,9                | modifier les données · modifier les données |
| Luc-en-Diois                | 26167      | CC du Diois                           | 23,49            | 589 (2022)                        | 25                 | modifier les données · modifier les données |
| Lus-la-Croix-Haute          | 26168      | CC du Diois                           | 87,20            | 525 (2022)                        | 6,0                | modifier les données · modifier les données |
| Marignac-en-Diois           | 26175      | CC du Diois                           | 18,26            | 226 (2022)                        | 12                 | modifier les données · modifier les données |
| Menglon                     | 26178      | CC du Diois                           | 36,47            | 538 (2022)                        | 15                 | modifier les données · modifier les données |
| Miscon                      | 26186      | CC du Diois                           | 12,66            | 72 (2022)                         | 5,7                | modifier les données · modifier les données |
| Montlaur-en-Diois           | 26204      | CC du Diois                           | 9,72             | 140 (2022)                        | 14                 | modifier les données · modifier les données |
| Montmaur-en-Diois           | 26205      | CC du Diois                           | 12,80            | 95 (2022)                         | 7,4                | modifier les données · modifier les données |
| La Motte-Chalancon          | 26215      | CC du Diois                           | 22,83            | 400 (2022)                        | 18                 | modifier les données · modifier les données |
| Pennes-le-Sec               | 26228      | CC du Diois                           | 9,31             | 22 (2022)                         | 2,4                | modifier les données · modifier les données |
| Ponet-et-Saint-Auban        | 26246      | CC du Diois                           | 13,21            | 143 (2022)                        | 11                 | modifier les données · modifier les données |
| Pontaix                     | 26248      | CC du Diois                           | 19,68            | 176 (2022)                        | 8,9                | modifier les données · modifier les données |
| Poyols                      | 26253      | CC du Diois                           | 13,35            | 89 (2022)                         | 6,7                | modifier les données · modifier les données |
| Pradelle                    | 26254      | CC du Diois                           | 12,92            | 25 (2022)                         | 1,9                | modifier les données · modifier les données |
| Les Prés                    | 26255      | CC du Diois                           | 16,60            | 28 (2022)                         | 1,7                | modifier les données · modifier les données |
| Recoubeau-Jansac            | 26262      | CC du Diois                           | 12,96            | 327 (2022)                        | 25                 | modifier les données · modifier les données |
| Rimon-et-Savel              | 26266      | CC du Crestois et du pays de Saillans | 12,31            | 22 (2022)                         | 1,8                | modifier les données · modifier les données |
| Rochefourchat               | 26274      | CC du Diois                           | 12,74            | 2 (2022)                          | 0,16               | modifier les données · modifier les données |
| Romeyer                     | 26282      | CC du Diois                           | 41,46            | 231 (2022)                        | 5,6                | modifier les données · modifier les données |
| Rottier                     | 26283      | CC du Diois                           | 8,54             | 25 (2022)                         | 2,9                | modifier les données · modifier les données |
| Saillans                    | 26289      | CC du Crestois et du pays de Saillans | 14,84            | 1 421 (2022)                      | 96                 | modifier les données · modifier les données |
| Saint-Andéol                | 26291      | CC du Diois                           | 13,37            | 83 (2022)                         | 6,2                | modifier les données · modifier les données |
| Saint-Benoit-en-Diois       | 26296      | CC du Crestois et du pays de Saillans | 11,17            | 34 (2022)                         | 3,0                | modifier les données · modifier les données |
| Saint-Dizier-en-Diois       | 26300      | CC du Diois                           | 13,94            | 46 (2022)                         | 3,3                | modifier les données · modifier les données |
| Saint-Julien-en-Quint       | 26308      | CC du Diois                           | 47,35            | 163 (2022)                        | 3,4                | modifier les données · modifier les données |
| Saint-Nazaire-le-Désert     | 26321      | CC du Diois                           | 46,62            | 205 (2022)                        | 4,4                | modifier les données · modifier les données |
| Saint-Roman                 | 26327      | CC du Diois                           | 7,10             | 231 (2022)                        | 33                 | modifier les données · modifier les données |
| Saint-Sauveur-en-Diois      | 26328      | CC du Crestois et du pays de Saillans | 6,95             | 54 (2022)                         | 7,8                | modifier les données · modifier les données |
| Sainte-Croix                | 26299      | CC du Diois                           | 10,78            | 101 (2022)                        | 9,4                | modifier les données · modifier les données |
| Solaure en Diois            | 26001      | CC du Diois                           | 19,36            | 444 (2022)                        | 23                 | modifier les données · modifier les données |
| Vachères-en-Quint           | 26359      | CC du Diois                           | 5,14             | 35 (2022)                         | 6,8                | modifier les données · modifier les données |
| Val-Maravel                 | 26136      | CC du Diois                           | 21,60            | 49 (2022)                         | 2,3                | modifier les données · modifier les données |
| Valdrôme                    | 26361      | CC du Diois                           | 41,51            | 134 (2022)                        | 3,2                | modifier les données · modifier les données |
| Vercheny                    | 26368      | CC du Crestois et du pays de Saillans | 11,19            | 450 (2022)                        | 40                 | modifier les données · modifier les données |
| Volvent                     | 26378      | CC du Diois                           | 16,73            | 36 (2022)                         | 2,2                | modifier les données · modifier les données |
| Canton du Diois             | 2604       |                                       |                  | 14 766 (2022)                     |                    | modifier les données                        |

## Démographie
En 2022, le canton comptait 14 766 habitants, en évolution de +5,86 % par rapport à 2016 (Drôme : +2,64 %, France hors Mayotte : +2,11 %).
| 2013   | 2018   | 2022   |
| ------ | ------ | ------ |
| 13 480 | 14 275 | 14 766 |